# Raakovaara
Raakovaara är en kulle i Finland.   Den ligger i den ekonomiska regionen  Tornedalens ekonomiska region  och landskapet Lappland, i den norra delen av landet, 700 km norr om huvudstaden Helsingfors. Toppen på Raakovaara är 208 meter över havet, eller 131 meter över den omgivande terrängen. Bredden vid basen är 1,7 km.
Terrängen runt Raakovaara är huvudsakligen platt. Runt Raakovaara är det mycket glesbefolkat, med 2 invånare per kvadratkilometer.